# Lijst van Australische autosnelwegen

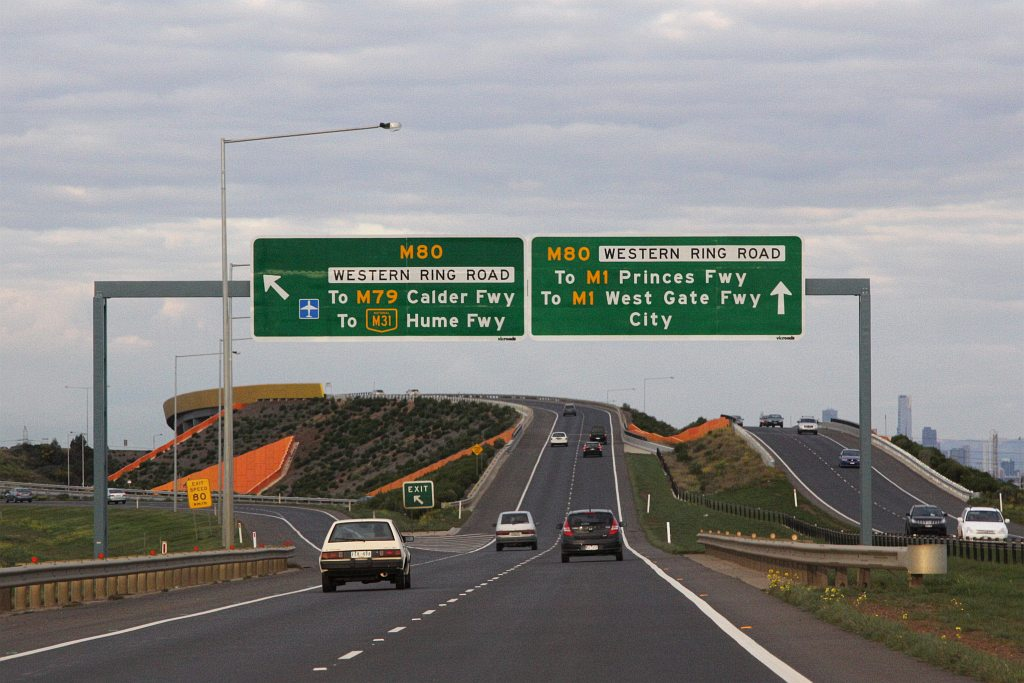
Metropolitan Ring Road (M80) in Melbourne

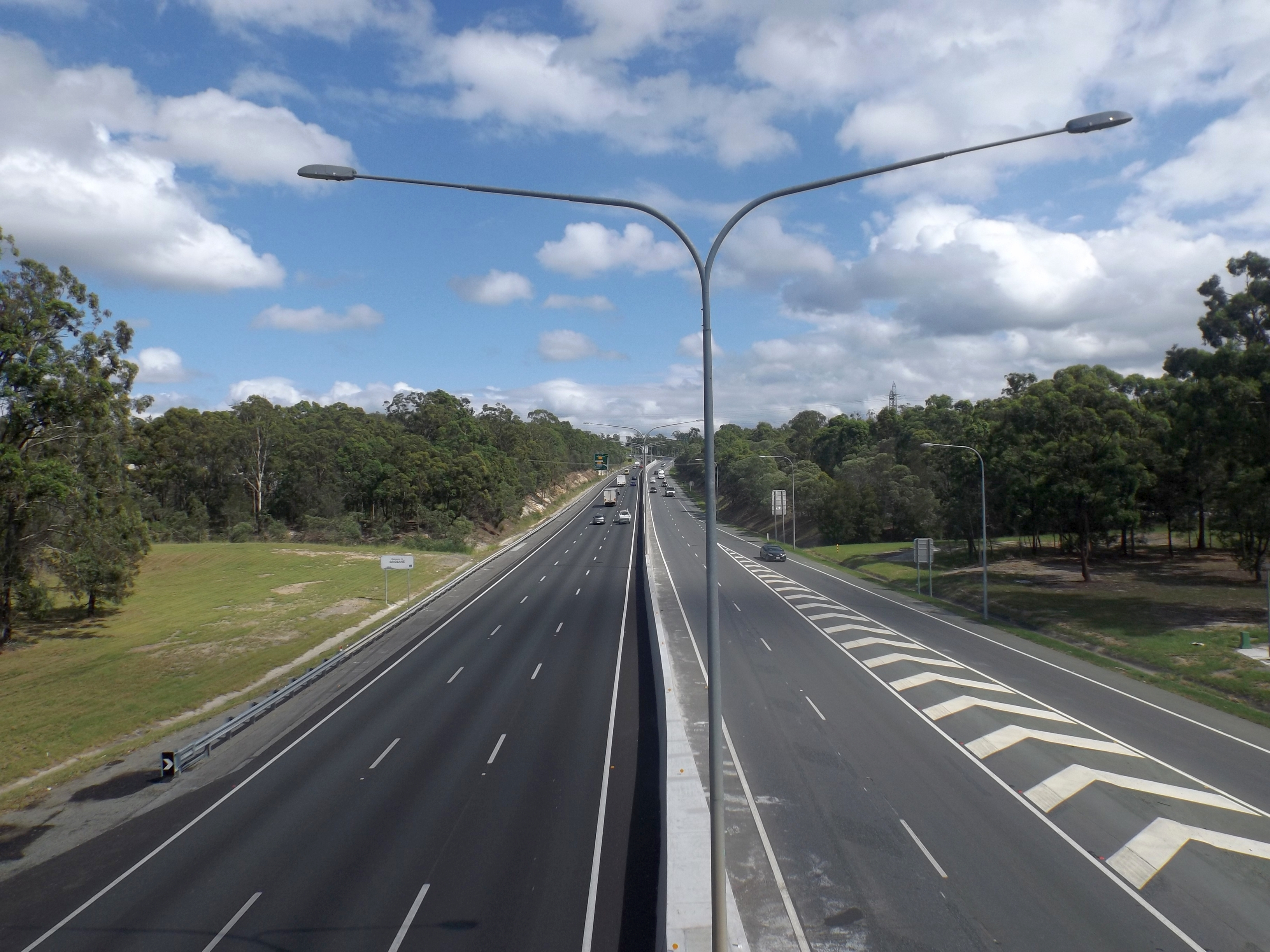
Logan Motorway in Brisbane

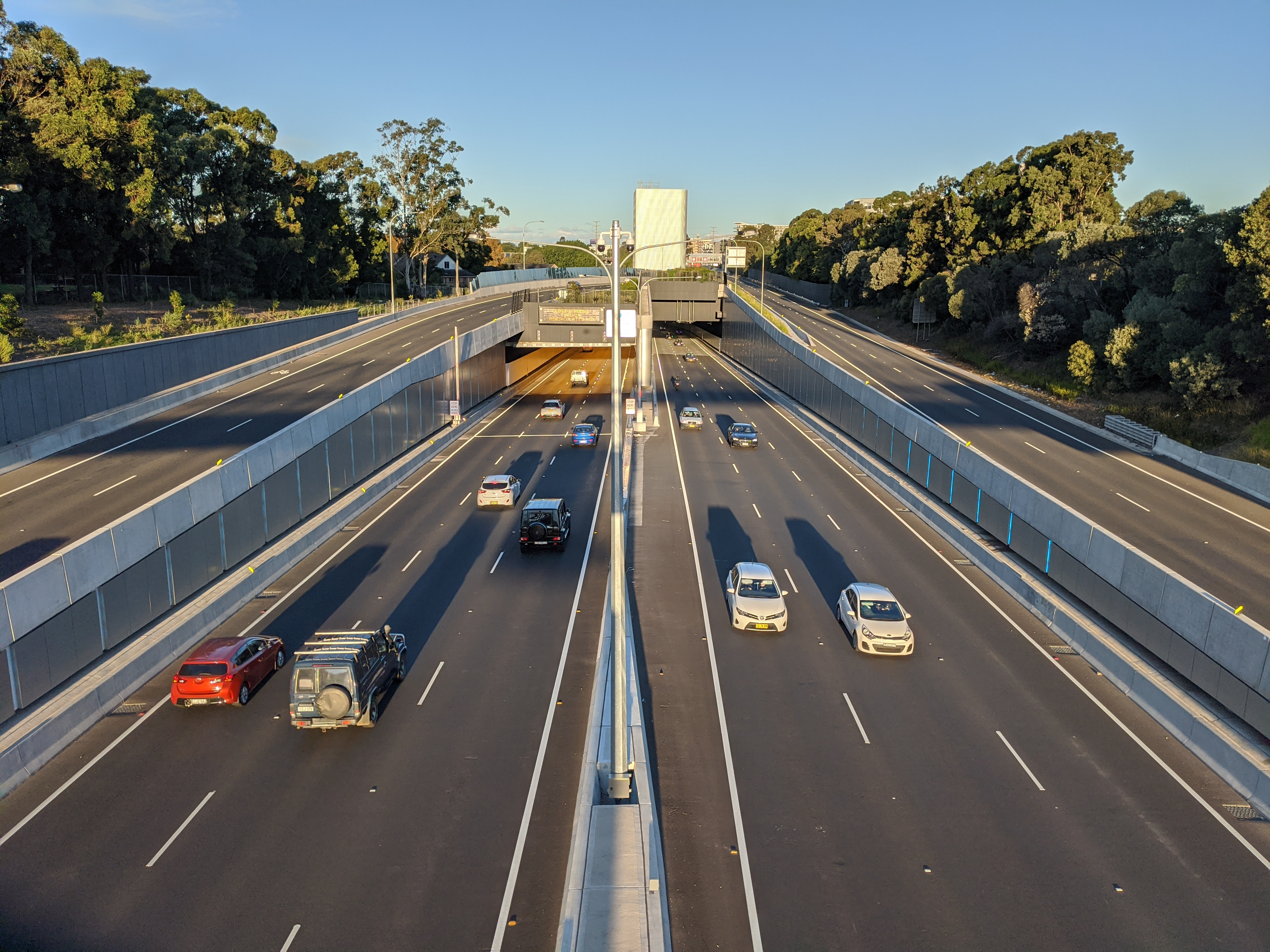
Western Motorway (M4) in Sydney

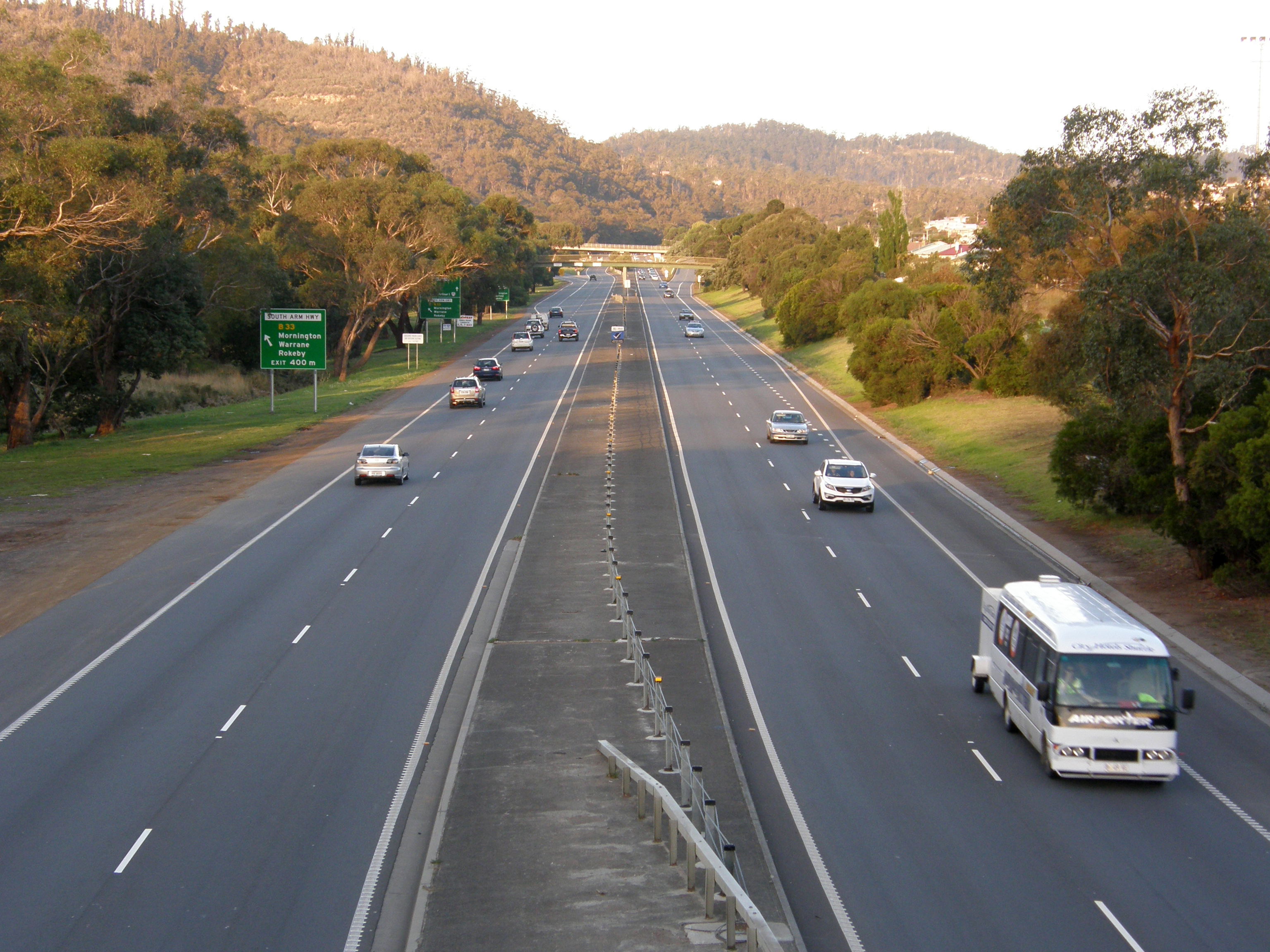
Tasman Highway in Tasmanië

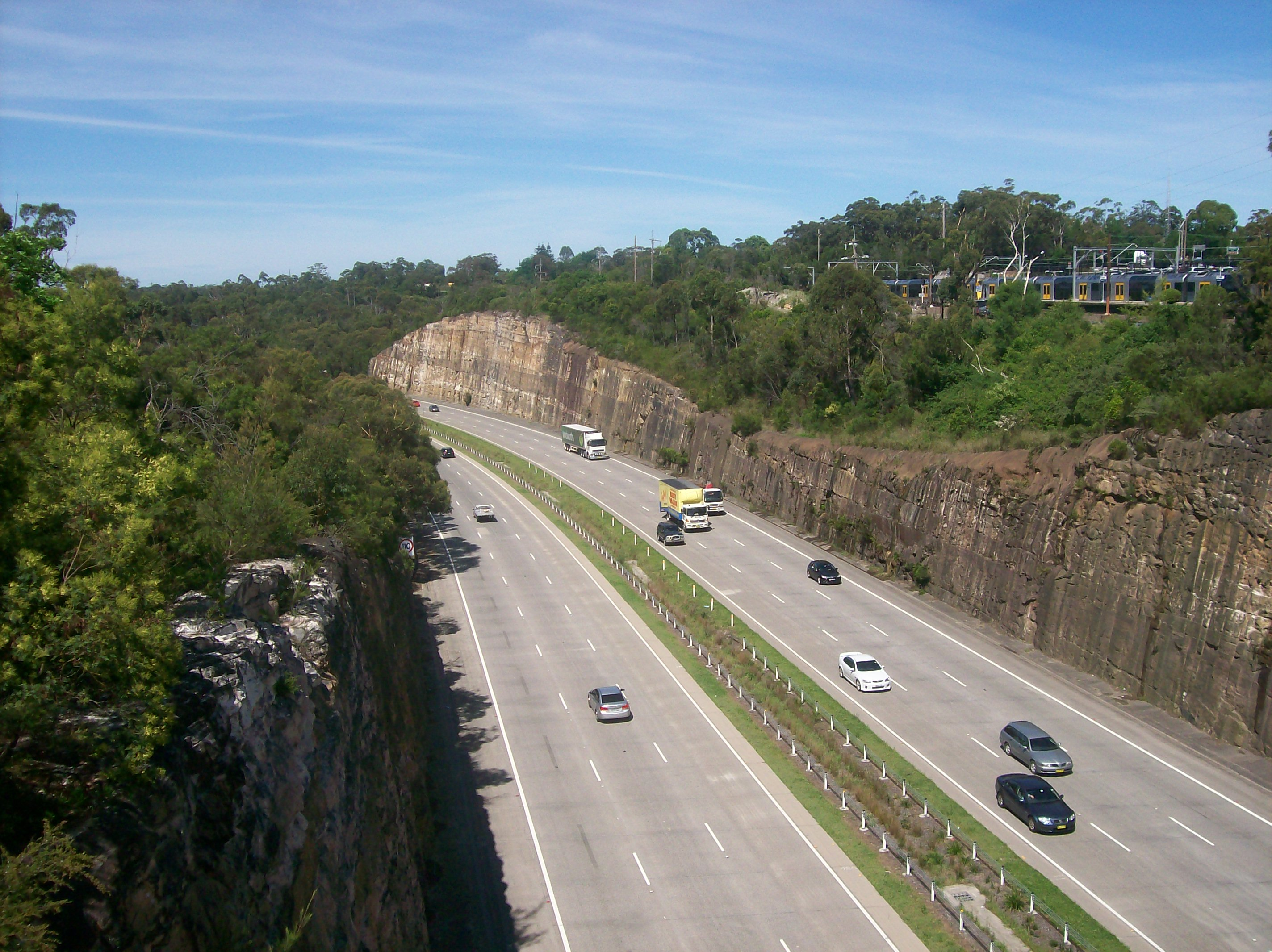
Pacific Motorway (M1)

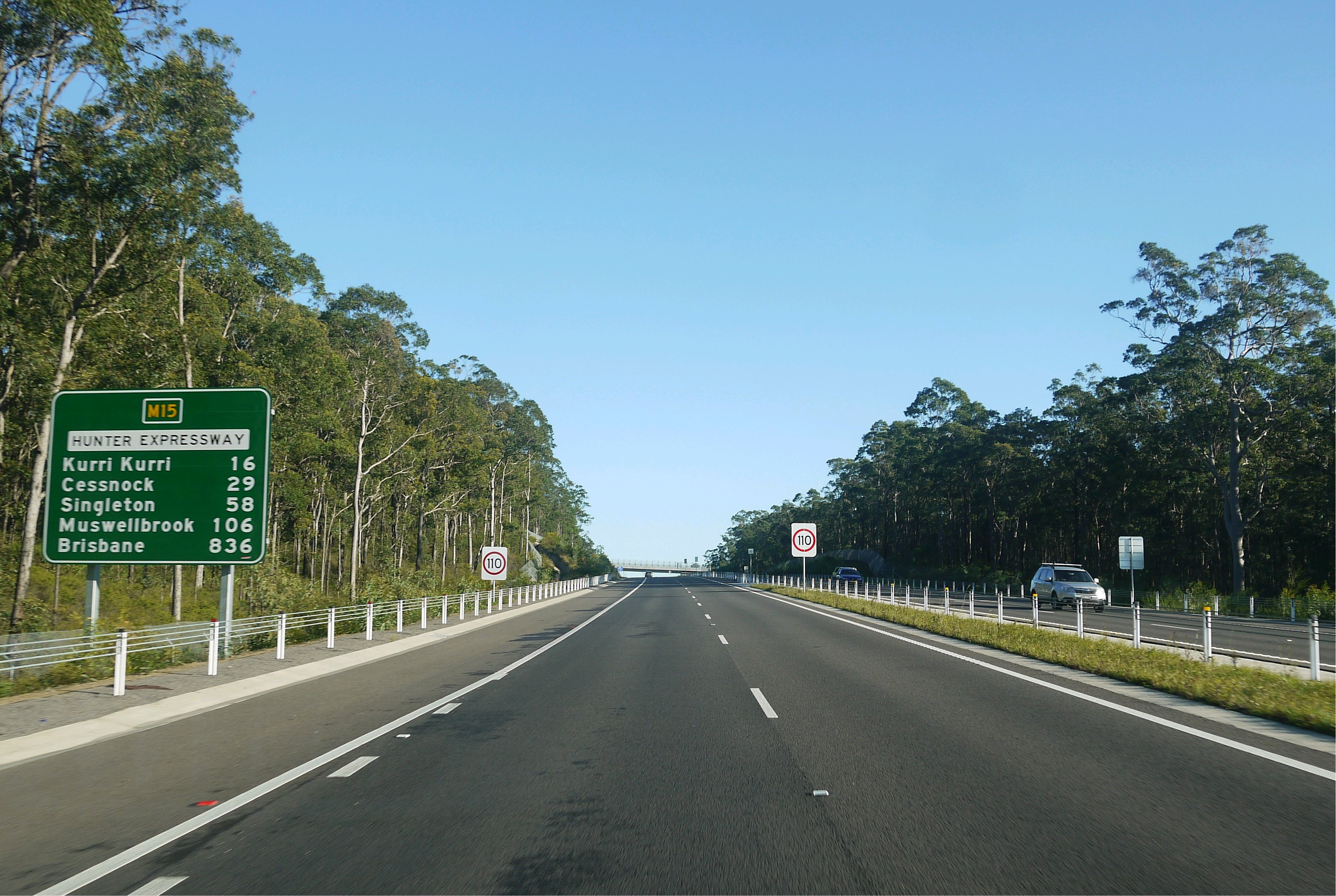
Hunter Expressway

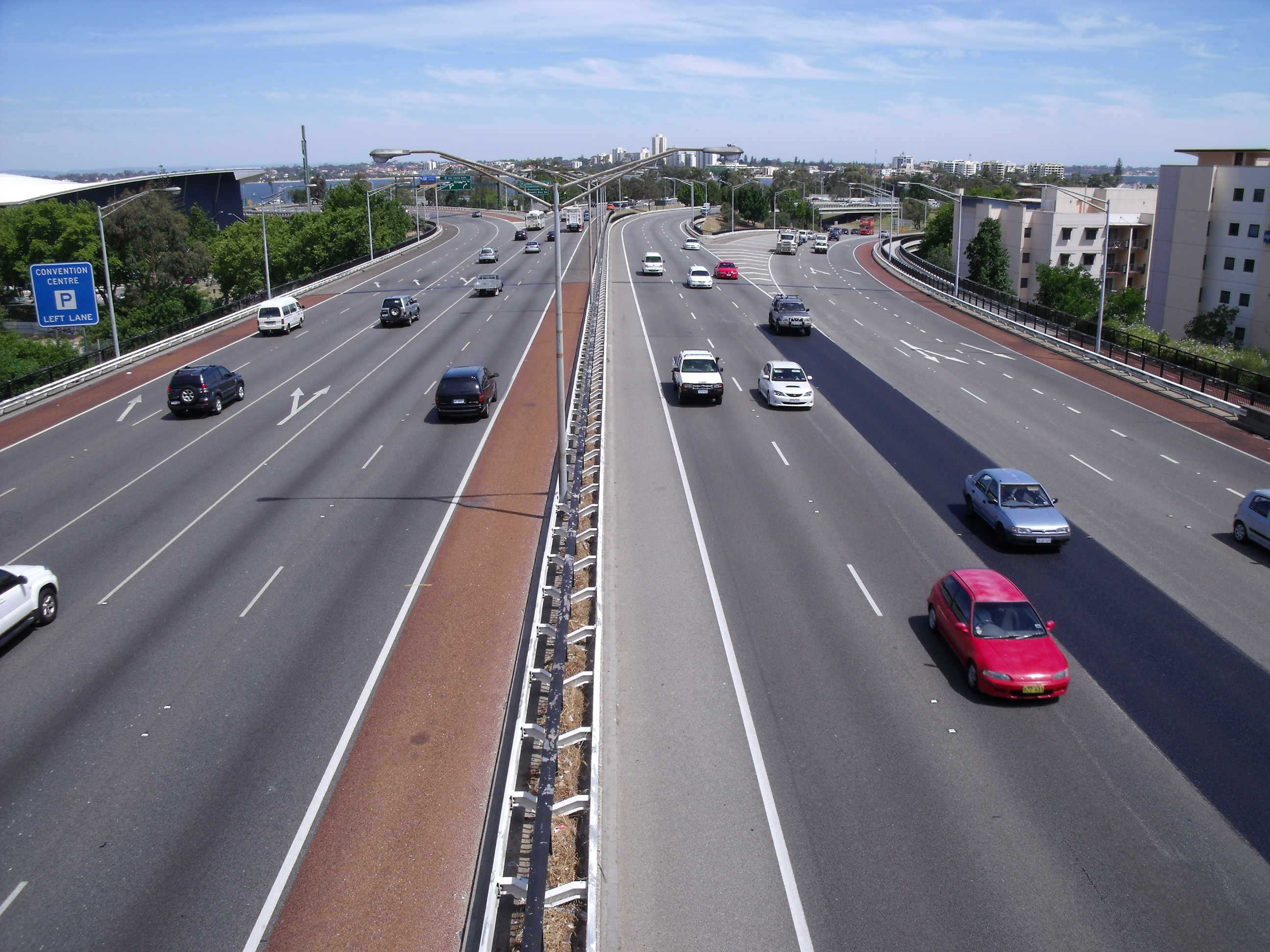
Mitchell Freeway in Perth

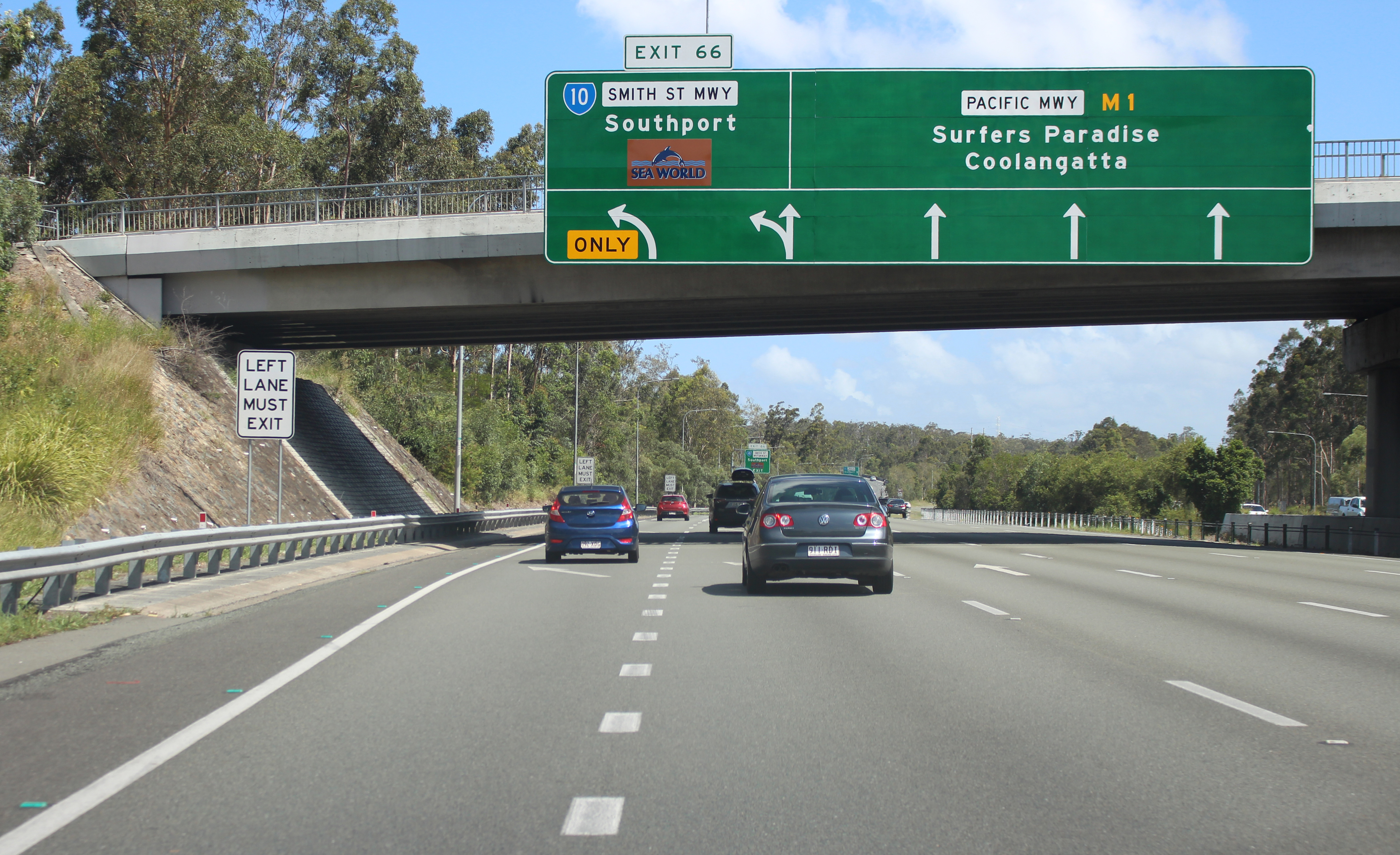
Pacific Motorway (M1)

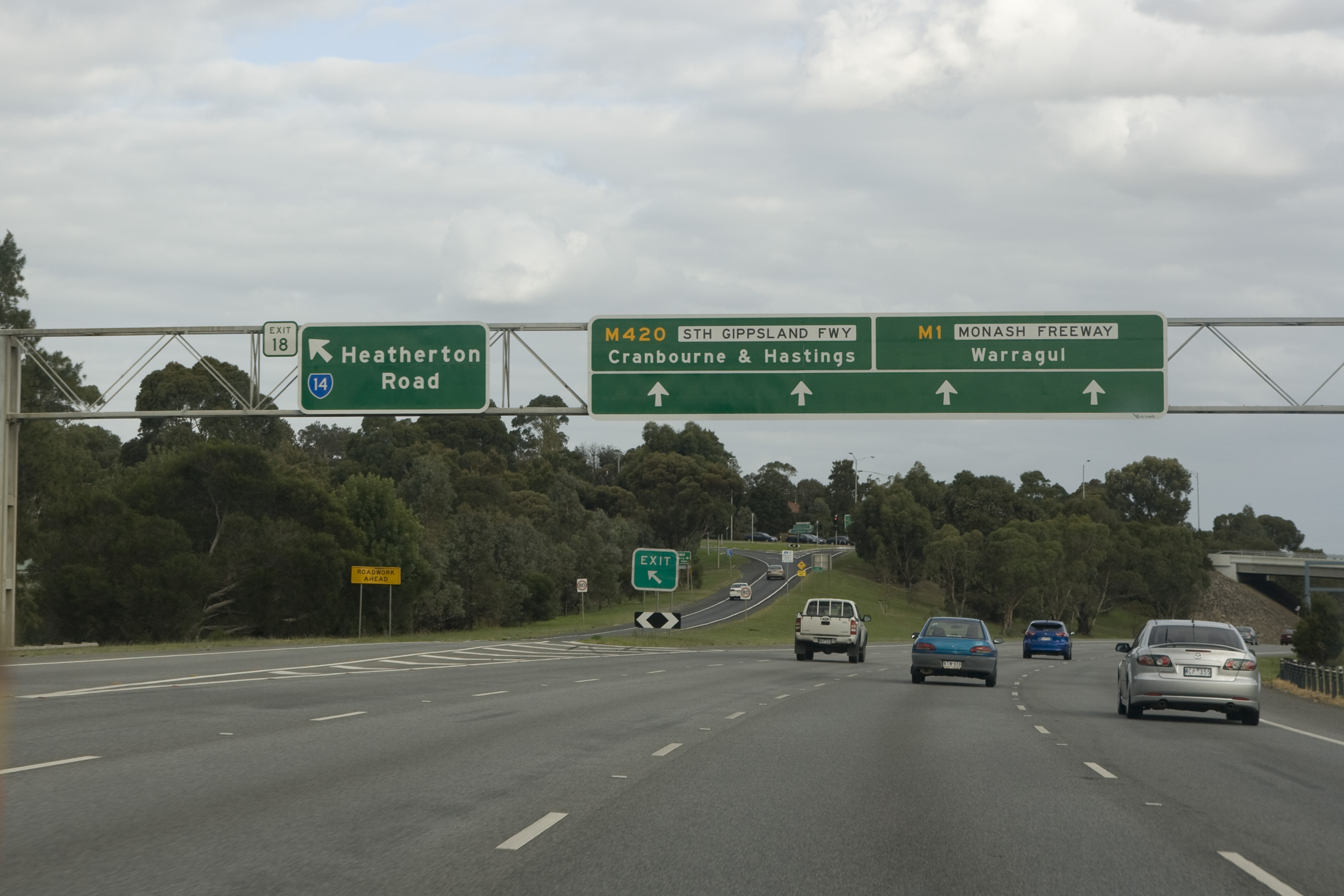
Monash Freeway (M1) in Melbourne

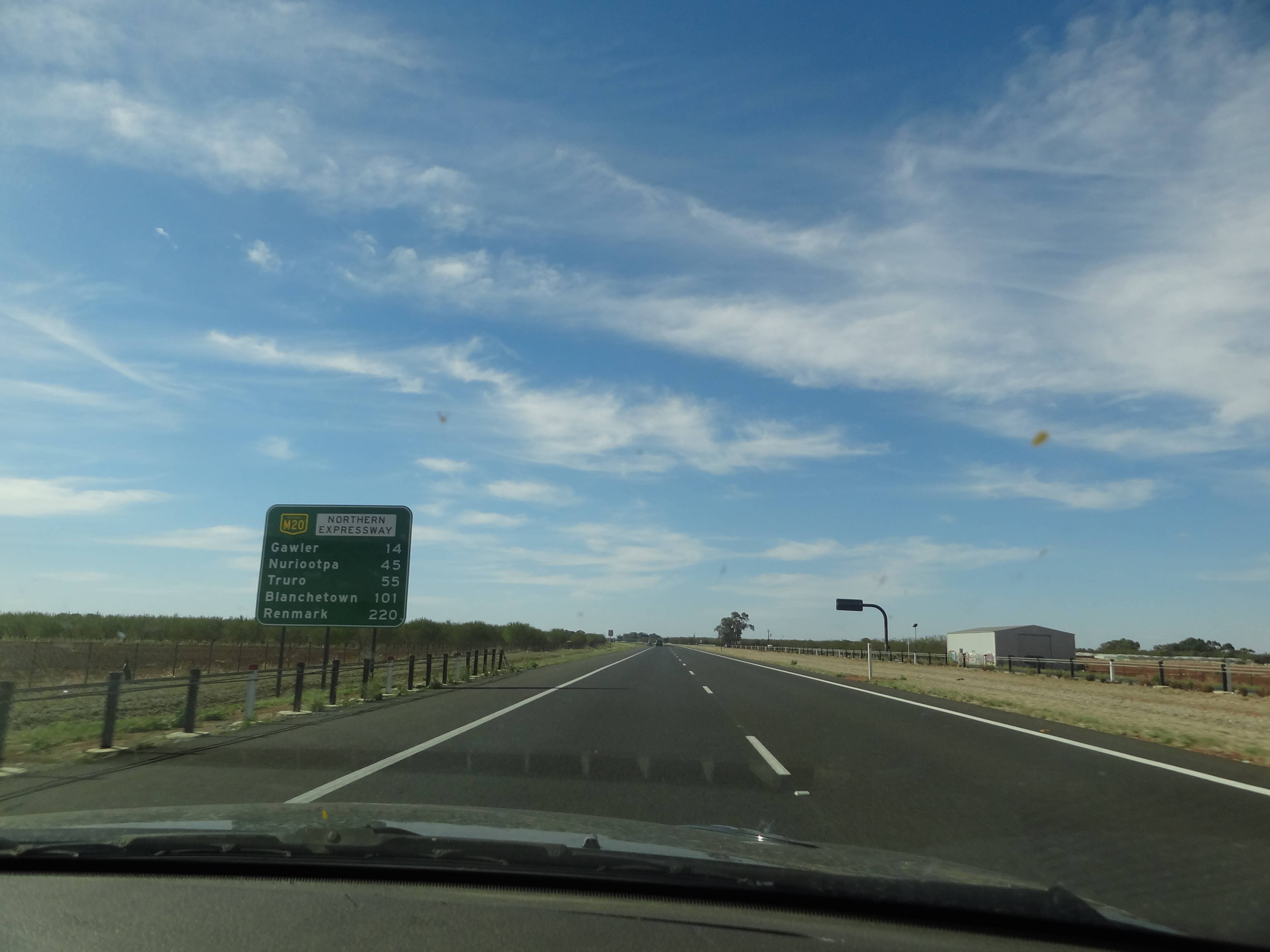
Northern Expressway (M20) in Adelaide

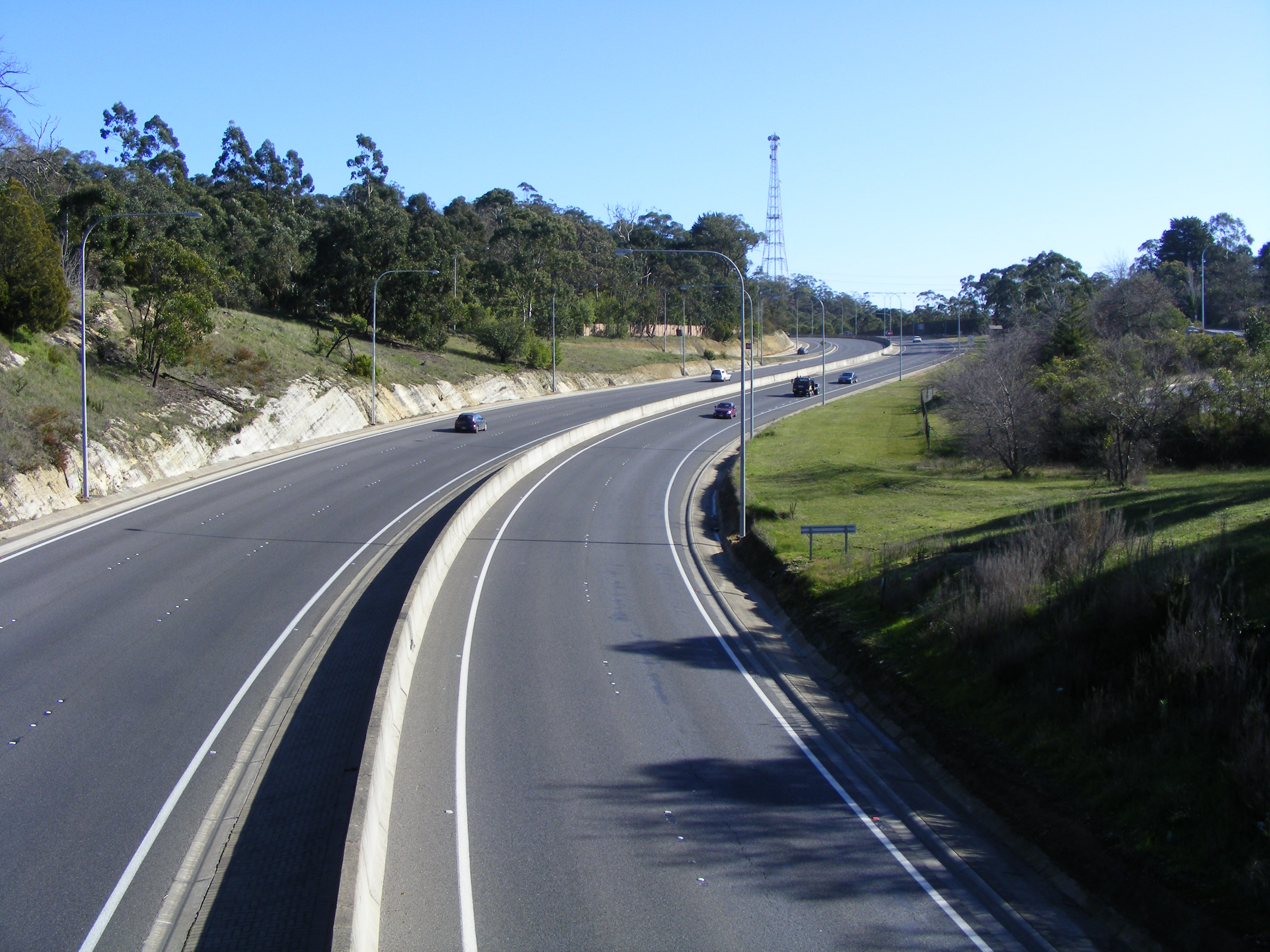
Adelaide-Crafers Highway (M1)

Hier volgt een lijst van autosnelwegen (Engels: motorway of freeway) in Australië.
Het autosnelwegnet van Australië omvat vooral snelwegen rond de steden Sydney, Brisbane, Melbourne, Perth, Adelaide. De meeste snelwegen dragen een M-nummer en zijn groen-wit bewegwijzerd.
Rond Sydney:
- Westlink of M7: een noord-zuidbypass van 40 kilometer lang. [1]
- Gore Hill Freeway: een weg van 3 kilometer tussen de Pacific Highway en de Warringah Freeway.
- Warringah Freeway: een weg van 4 kilometer tussen de Bradfield Highway en de Gore Hill Freeway.
- Sydney Harbour Tunnel: een tunnel van 2,8 kilometer.
- Cahill Expressway: een weg van 4 kilometer door het Central Business District van Sydney.
- Eastern Distributor: een weg van 6 kilometer tussen Sydney en de luchthaven.
- Southern Cross Drive: een weg van 4 kilometer tussen de Eastern Distributor en de General Holmes Drive.
- General Holmes Drive of M1: een weg van 5 kilometer bij  de luchthaven van Sydney.
- Lane Cove Tunnel of M2: een tunnel van 3,6 kilometer tussen de Hills Motorway en de Gore Hill Freeway.
- Hills Motorway of M2: een oost-westweg van 21 kilometer lang door het noorden van Sydney.
- Cross City Tunnel: een tunnel van 2,1 kilometer tussen het centrum en de oostelijke voorsteden. [2]
- Western Motorway of M4: een weg van 50 kilometer tussen Lapstone en de Westconnex-tunnel.
- Western Distributor: een weg van 4 kilometer aan de westkant van het centrum.
- South Western Motorway, deels M5 en deels M8: een oost-westweg van 26 kilometer.
- Pacific Motorway of M1: een weg van 227 kilometer tussen Sydney en Newcastle en zo verder naar Brisbane.
- Hume Freeway of Hume Motorway of M31: een weg van 88 kilometer, deel van de Hume Highway tussen Sydney en Melbourne (812 kilometer, deels snelweg en deels vierbaansweg).
- Princes Motorway of M1: een weg van 39 kilometer van Sydney naar Dapto.
- M6: een weg van 4 kilometer in aanleg tussen Arncliffe en Kogarah. [3]
- Newcastle Inner City Bypass of A37: een ring om Newcastle met twee snelwegdelen van 6 en 7 kilometer.
- Hunter Expressway of M15: een weg van 40 kilometer tussen Newcastle en Branxton. [4]
- Western City Airport Motorway of M12: een in aanleg zijnde weg van 14 kilometer. [5]
- Westconnex: een stelsel van tunnels in Sydney, deels M4, M5 en M8. [6][7]

Rond Brisbane:
- Bruce Highway en  Cairns Southern Motorway of A1: snelwegdeel van 104 kilometer tussen Cooroy en Brisbane, en van 3,5 kilometer rond Cairns.[8]
- Gateway Motorway, deels M1 en deels M2: oostelijke bypass van 48 kilometer lang.[9]
- Ipswich Motorway,  deels M1 en deels M2: een weg van 21 kilometer lang tussen Brisbane en Ipswich.[10]
- Logan Motorway,   deels M2 en deels M6: een weg van 30 kilometer tussen de Ipswich Motorway en de Pacific Motorway.[11]
- Legacy Way of  M5: een weg van 4,6 kilometer door Brisbane/[12]
- Inner City Bypass of M3: een noordelijke ringweg om het centrum van 5 kilometer.
- Riverside Expressway of M3: een weg van 2 kilometer door het centrum van Brisbane.
- Centenary Motorway of M5: een weg van 20 kilometer als zuidwestelijke invalsweg van Brisbane.
- Brisbane Airport Link of M7: een weg van 12,5 kilometer tussen de luchthaven en het zakendistrict van Brisbane.
- Port of Brisbane Motorway of M4: een weg van 7 kilometer in de haven van Brisbane.
- Smith Street Motorway: een weg van 6 kilometer aan de Gold Coast.
- Sunshine Motorway: een weg van 33 kilometer aan de Sunshine Coast.[13]
- Toowoomba Second Range Crossing of A2: een snelwegdeel van 26 kilometer tussen Helidon en Charlton.

Rond Melbourne:
- CityLink: een weg van 22 kilometer tussen Tullamarine Freeway en Monash Freeway.
- Monash Freeway of M1: een zuidelijke invalsweg van 40 kilometer.
- West Gate Freeway of M1: een weg van 14 kilometer tussen het centrum en de Princes Freeway.[14]
- Eastern Freeway of M3: een oostelijke invalsweg van 18 kilometer.
- Western Freeway of M8: een westelijke invalsweg van 125 kilometer.
- EastLink of M3: een oostelijke ringweg van 39 kilometer.[15]
- Frankston Freeway of M3: een zuidelijke ringweg om voorstad Frankston van 7 kilometer.
- Mornington Peninsula Freeway of M11: een weg van Melbourne naar Rosebud van 60 kilometer.[16]
- Tullamarine Freeway of M2: een weg van 13 kilometer tussen de luchthaven en CityLink.[17]
- Metropolitan Ring Road of M80: een noordelijke en westelijke ringweg van 38 kilometer.[18]
- South Gippsland Freeway of M420: een ringweg om Dandenong van 6 kilometer.
- Princes Freeway of M1: snelwegdelen Melbourne naar Geelong (47 kilometer) en Melbourne naar Morwell (112 kilometer).
- Western Distributor: een geplande weg van 5 kilometer tussen de West Gate Freeway en de CityLink. [19]
- Calder Freeway of M79: een weg van 113 kilometer tussen Ravenswood en Melbourne.

Rond Perth:
- Bunbury Outer Ring Road: een ringweg om Bunbury, waarvan 11 kilometer snelweg.[20][21]
- Graham Farmer Freeway of State Route 8: een noordelijke ringweg om Perth van 8 kilometer.
- Kwinana Freeway: een noord-zuidroute van 78 kilometer door Perth.[22]
- Mitchell Freeway of State Route 2: een noordelijke invalsweg van 41 kilometer lang.[23]
- Reid Highway of State Route 3: snelwegdeel van 10 kilometer tussen Hamersley en Malaga.
- Roe Highway of State Route 3: ring om Perth, deels snelweg. [24]
- Swan Valley Bypass of State Route 4: weg ten noordoosten van Perth van 39 kilometer.
- Tonkin Highway of State Route 4: noord-zuidweg in de oostelijke voorsteden, 17 kilometer snelweg.[25]

Rond Adelaide:
- South Eastern Freeway of M1: zuidoostelijke invalsweg van 66 kilometer tussen Murray en Adelaide.
- Southern Expressway of M20: een noord-zuidweg in het zuiden van Adelaide van 21 kilometer.
- Adelaide-Crafers Highway: weg van 10 kilometer als verlengstuk van de South Eastern Freeway.[26]
- Northern Expressway of Max Fatchen Expressway of M2: een noordelijke ringweg van 23 kilometer.
- Port River Expressway of A9: een weg van 6 kilometer tussen Adelaide en de haven.
- North-South Corridor of M2 (met de Northern Connector van 15 kilometer): een weg in ontwikkeling van 107 kilometer.[27][28]
- North-South Motorway of M2: een weg van 5 kilometer in het noorden van Adelaide.
- Gawler Bypass of A20: een ringweg om Gawler van 7 kilometer.